# Lista siturilor arheologice din județul Giurgiu - O
Lista siturilor arheologice din județul Giurgiu - O conține toate siturile arheologice din județul Giurgiu înscrise în Repertoriul Arheologic Național (RAN) și aflate în localități al căror nume începe cu litera O. RAN este administrat de Ministerul Culturii și Patrimoniului Național și cuprinde date științifice, cartografice, topografice, imagini și planuri, precum și orice alte informații privitoare la zonele cu potențial arheologic, studiate sau nu, încă existente sau dispărute.
Puteți căuta un sit din localitățile care încep cu litera O folosind formularul de mai jos sau puteți naviga prin toate siturile din județ la Lista siturilor arheologice din județul Giurgiu.
| Cod RAN                                   | Denumire | Localitate                   | Adresă          | Datare                           | Descoperit | Coordonate                                 | Imagine           | Erori            |
| ----------------------------------------- | --- | ---------------------------- | --------------- | -------------------------------- | ---------- | ------------------------------------------ | ----------------- | ---------------- |
| 105339.01.01 (Cod LMI: GR-I-m-B-14812.02) | Așezarea de la Oncești - "Valea Diului" / ansamblu anonim (Categorie: locuire civilă) (Tip: Așezare)                                    | sat Oncești, comuna Stănești | Valea Diului    |                                  |            | 43°57′00″N 25°53′00″E / 43.95°N 25.88333°E | Încărcați imagine | Raportați eroare |
| 105339.01.02 (Cod LMI: GR-I-m-B-14812.01) | Așezarea de la Oncești - "Valea Diului" / ansamblu anonim (Categorie: locuire civilă) (Tip: Așezare)                                    | sat Oncești, comuna Stănești | Valea Diului    | sec. XIII - XIV p. Chr.          |            | 43°57′00″N 25°53′00″E / 43.95°N 25.88333°E | Încărcați imagine | Raportați eroare |
| 105339.02.01 (Cod LMI: GR-I-m-B-14813.02) | Așezarea de la Oncești - "Valea Balgiului" / ansamblu anonim (Categorie: locuire civilă) (Tip: Așezare)                                 | sat Oncești, comuna Stănești | Valea Balgiului | geto-dacică sec. III - I a. Chr. |            | 43°57′00″N 25°52′00″E / 43.95°N 25.86667°E | Încărcați imagine | Raportați eroare |
| 105339.02.02 (Cod LMI: GR-I-m-B-14813.01) | Așezarea de la Oncești - "Valea Balgiului" / ansamblu anonim (Categorie: locuire civilă) (Tip: Așezare)                                 | sat Oncești, comuna Stănești | Valea Balgiului | Dridu sec. IX p. Chr.            |            | 43°57′00″N 25°52′00″E / 43.95°N 25.86667°E | Încărcați imagine | Raportați eroare |
| 101412.01.01                              | Așezarea de epoca bronzului și perioadă medievală de la Obedeni - Cimitirul Vechi / ansamblu anonim (Categorie: așezare) (Tip: Așezare) | sat Obedeni, comuna Bucșani  | Cimitirul Vechi |                                  | 2004       |                                            | Încărcați imagine | Raportați eroare |
| 101412.01.02                              | Așezarea de epoca bronzului și perioadă medievală de la Obedeni - Cimitirul Vechi / ansamblu anonim (Categorie: așezare) (Tip: Locuire) | sat Obedeni, comuna Bucșani  | Cimitirul Vechi | sec. III-IV p.Chr.               | 2004       |                                            | Încărcați imagine | Raportați eroare |
| 101412.01.03                              | Așezarea de epoca bronzului și perioadă medievală de la Obedeni - Cimitirul Vechi / ansamblu anonim (Categorie: așezare) (Tip: Așezare) | sat Obedeni, comuna Bucșani  | Cimitirul Vechi | sec. XVI-XVIII                   | 2004       |                                            | Încărcați imagine | Raportați eroare |